# Cursoricoccyx geraldinae
Cursoricoccyx geraldinae — вимерлий вид птахів родини зозулевих (Cuculidae). Існував в ранньому міоцені в Північній Америці. Викопні рештки птаха знайшли у відкладеннях формації Павен-Крік в штаті Колорадо (США). Описаний з фрагмента проксимального кінця правого тарсометатарсуса та коракоїда.